# Koekelberg
Koekelberg este una din cele 19 comune din Regiunea Capitalei Bruxelles, Belgia. Este situată în partea de nord-vest a aglomerației Bruxelles, și se învecinează cu comunele Molenbeek-Saint-Jean, Berchem-Sainte-Agathe și Ganshoren din Regiunea Capitalei.

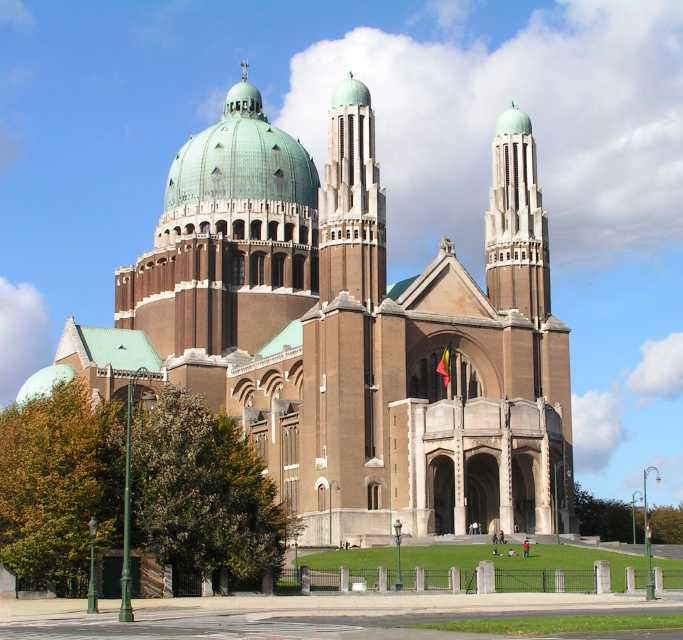
Basilica din Koekelberg

Cătunul era în perioada medievală o seniorie. În perioada Revoluției Franceze acesta este încorporat în teritoriul comunei Berchem-Sainte-Agathe de care se desparte, devenind o comună separată în 1841. 
Construcția care domină localitatea este Basilica din Koekelberg, construită începând din 1905, în stil Art Deco cu influențe neo-bizantine pe un platou ce domină orașul Bruxelles. Este cea de a șasea cea mai mare biserică din lume, cu o lungime de 141 m, o lățime de 107 m și o înălțime de 100 m. Construcția basilicii a fost îngreunată de diverse evenimente și de greutatea obținerii finanțărilor, fiind terminată doar în 1970.

## Orașe înfrățite
- Hyères, Franța
- Sanlúcar, Spania
- Santarém, Portugalia
- Glostrup, Danemarca
- Borsele, Olanda
- Bournemouth, Regatul Unit
- Aigio, Grecia